# Chromosoom 16
Chromosoom 16 is een chromosoom in het menselijk lichaam dat ongeveer 90 miljoen basenparen DNA bevat. Het staat voor 2,5 tot 3 procent van het totale DNA in cellen.
Meer dan de helft van de roodharige mensen dankt dit aan een variatie in het op chromosoom 16 gelegen gen MC1R, een melanocortine 1 receptor. Dat komt doordat het lichaam in dat geval weinig eumelanine (zwart pigment) aanmaakt vergeleken bij feomelanine (rood pigment).
Op chromosoom 16 zijn 49 genen bekend (anno 2008) die de oorzaak van een ziekte kunnen vormen.

## Te herleiden aandoeningen
Aanleg voor onder meer de volgende aandoeningen is te herleiden tot een fout (een verkeerde structuur of aantal basenparen) op chromosoom 16:
- gecombineerde malon- en methylmalonacidurie (CMAMMA)
- ziekte van Bourneville
- syndroom van Morquio type A
- syndroom van Rubinstein-Taybi

1 ·
2 ·
3 ·
4 ·
5 ·
6 ·
7 ·
8 ·
9 ·
10 ·
11 ·
12 ·
13 ·
14 ·
15 ·
16 ·
17 ·
18 ·
19 ·
20 ·
21 ·
22 ·
X ·
Y